# Zonneheem
Het Zonneheem is een heemkundig tijdschrift dt sinds 1972 in Zonnebeke verschijnt. Het wordt gepubliceerd door de Heemkring De Zonnebeekse Heemvrienden uit Zonnebeke. De focus ligt op lokale geschiedenis op het grondgebied van de gemeente Zonnebeke, Beselare, Geluveld, Passendale en Zandvoorde.

## Geschiedenis
Het tijdschrift startte in 1972, een jaar later dan het stichtingsjaar van de heemkring.

## Inhoud
De inhoud van het tijdschrift bevat onder meer artikels over de verschillende deelgemeenten.
De artikels kan je terugvinden in de artikelendatabank van Heemkunde West-Vlaanderen

## Periodiciteit
Het tijdschrift verschijnt driemaandelijks.